# Edward C. Jewell
Edward C. Jewell, né le 5 janvier 1894 à Pontiac (Michigan) (Californie) et mort le 25 septembre 1963  à Los Angeles est un directeur artistique américain.

## Filmographie partielle
- 1929 : High Voltage de Howard Higgin
- 1929 : The Racketeer de Howard Higgin
- 1931 : Ten Cents a Dance de Lionel Barrymore
- 1931 : Le Code criminel de Howard Hawks
- 1932 : Prisons d'enfants de Howard Higgin
- 1932 : The Secrets of Wu Sin de Richard Thorpe
- 1937 : Old Louisiana d'Irvin Willat
- 1942 : Le commando frappe à l'aube de John Farrow
- 1945 : Détour d'Edgar Georg Ulmer
- 1945 : Club Havana d'Edgar Georg Ulmer
- 1946 : Strange Impersonation d'Anthony Mann
- 1947 : Dernière lune de miel (Lost Honeymoon) de Leigh Jason
- 1947 : La Brigade du suicide d'Anthony Mann
- 1947 : Repeat Performance d'Alfred L. Werker
- 1963 : Duel au Colorado de Frank McDonald